# Ernest Vinberg
Ernest Borisovitch Vinberg (en russe : Эрнест Борисович Винберг; né le 26 juillet 1937 à Moscou (URSS) et mort le 12 mai 2020 à Moscou (Russie)) est un mathématicien soviétique puis russe, qui travaille sur les sous-groupes discrets des groupes de Lie et la théorie de la représentation. 

## Travaux
Ernest Vinberg soutient sa thèse en 1962 à l'université Lomonosov de Moscou sous la direction d'Eugene Dynkin.
Il est l'auteur de l'algorithme de Vinberg (en) ainsi que  du théorème de Koecher-Vinberg en 1961.

## Prix et distinctions
Ernest Vinberg est lauréat du prix Humboldt.
Il est conférencier invité au congrès international des mathématiciens en 1983 à Varsovie, avec pour sujet Discrete reflection groups in Lobachevsky spaces.

## Publications
- Linear representations of groups, Birkhäuser, 1989
- (en-US) A Course in Algebra, American Mathematical Society (AMS), 2003
- (en-US) éditeur et co-auteur : Lie groups and invariant theory, AMS, 2005 (contient Construction of the exceptional simple Lie algebras)
- avec A. L. Onishchik: Lie groups and algebraic groups, Springer, 1990
- avec V. V. Gorbatsevich, A. L. Onishchik: Foundations of Lie groups and Lie transformation groups, Springer, 1997
- Hyperbolic reflection groups, Russian Mathematical Surveys, n° 40, 1985, p. 31-75
- (éd) Geometry II. Encyclopedia of Mathematical Sciences, Springer 1991, (contient : Vinberg et alii: Geometry of spaces of constant curvature, Discrete groups of motions of spaces of constant curvature)